# Miklós Varga
Miklós Varga (26 agosto 1987) è un pugile ungherese, della categoria dei pesi leggeri.

## Carriera pugilistica
È stato cinque volte campione ungherese nella categoria dei pesi leggeri, nel 2006, 2007, 2008, 2009, 2010, e una volta nella categoria dei pesi piuma, nel 2005.

### Risultati alle Olimpiadi

#### Pechino 2008
È stato eliminato ai quarti di finale nella categoria dei pesi leggeri al torneo di pugilato delle Olimpiadi di Pechino del 2008.
- Sconfitto da Merey Akshalov ( Kazakistan) 3-12

### Risultati ai Mondiali

#### Chicago 2007
È stato eliminato ai trentaduesimi di finale nella categoria dei pesi leggeri ai mondiali di Chicago 2007.
- Sconfitto da Eric Donovan ( Irlanda) 39-22

#### Milano 2009
Ai mondiali di Milano 2009 è stato eliminato ai sedicesimi di finale nella categoria dei pesi leggeri.
- Sconfitto da Eugen Burhard ( Germania) 10-+10

#### Baku 2011
È stato eliminato ai quarti di finale nella categoria dei pesi leggeri ai mondiali di Baku 2011.
- Batte Nikoloz Izoria ( Georgia) 16-11
- Batte Abdelkader Chadi ( Algeria) 19-18
- Batte Madadi Nagzibekov ( Tagikistan) 28-20
- Sconfitto da Domenico Valentino ( Italia) 13-27

### Risultati agli Europei

#### Liverpool 2008
Ha vinto la medaglia di bronzo nella categoria dei pesi leggeri agli europei di Liverpool 2008.
- Batte Rudolf Dydi ( Slovacchia) AB 3
- Batte Koba Pchakadze ( Georgia) 8-6
- Sconfitto da Leonid Kostylev ( Russia) 11-2

#### Minsk 2013
Ha vinto la medaglia di bronzo nella categoria dei pesi leggeri agli europei di Minsk 2013.
- Batte Mateusz Polski ( Polonia) 2-1
- Batte Donato Cosenza ( Italia) 3-0
- Sconfitto da Vazhen Safar'janc ( Bielorussia) 3-0

### World Series of Boxing
Nel dicembre 2011 è stato ingaggiato dalla squadra dei Dolce & Gabbana Milano Thunder, con i quali combatte nella categoria dei pesi leggeri alle World Series of Boxing.